# Lödla
Lödla é um município da Alemanha localizado no distrito de Altenburger Land, estado da Turíngia. Pertence ao Verwaltungsgemeinschaft de Rositz.